# 682 (tal)
682 är det naturliga heltal som följer 681 och följs av 683.

## Matematiska egenskaper
- 682 är ett jämnt tal.
- 682 är ett sammansatt tal.
- 682 är ett defekt tal.
- 682 är ett Sfeniskt tal.
- 682 är ett palindromtal i det kvarternära talsystemet.

## Inom vetenskapen
- 682 Hagar, en asteroid.